# Seda Sayan
Seda Sayan, eigentlich Aysel Gürsaçer, (* 30. Dezember 1962 in Eyüp, İstanbul) ist eine türkische Sängerin, Serienschauspielerin und Fernsehmoderatorin.

## Leben und Karriere
Im Mai 1987 heiratete sie ihren ersten Mann Selcukhan Bolat, im Dezember ließen sie sich wieder scheiden. Ihren zweiten Mann Sinan Engin heiratete sie 1995, aus dieser Ehe ging ein Sohn namens Oğulcan hervor. Mit Mahsun Kırmızıgül führte sie eine dreijährige Beziehung. Ihren dritten Mann Soner Yapcacık heiratete sie am 25. August 1998 und ließ sich im Januar 1999 wieder scheiden. Ihr vierter Mann wurde im April 2000 Tuncak Kıratlı, die Ehe wurde im Januar des folgenden Jahres geschieden. 2004 ehelichte sie Gökhan Şükür (Bruder des Fußballers Hakan Şükür) und trennte sich nach einem Jahr. Eine folgende Verlobung mit dem Sänger Nihat Doğan löste sie auf. Seit dem 1. Februar 2008 war sie mit dem Musiker Onur Şan verheiratet, die Trauung wurde von Kadir Topbaş persönlich durchgeführt. Die Ehe mit Onur San ging im Februar 2010 in die Brüche und wurde geschieden. Seit April 2022 ist sie mit dem Sänger Çağlar Ökten verheiratet.
Um für einen Auftritt zugelassen zu werden, änderte sie im Jahre 1978 per Gerichtsbeschluss ihr Geburtsdatum auf den 4. Januar 1959. Dieses wurde jedoch gemäß einem Bericht in Hurriyet von 2017 gerichtlich auf den 30. Dezember 1962 korrigiert.
In ihrer bisherigen Musiklaufbahn machte sie sich mit Songs wie Git Yoluna, Ah Geceler, Evleneceksen Gel oder Gel Günaha Girelim auf sich aufmerksam.

## Diskografie

### Alben
| - 1985: Anılarım - 1987: Seda Sayan'la Başbaşa - 1989: Git Demesi Kolay - 1990: Ya Benim Olursun - 1991: Seviyor musun? - 1992: İşte Seda Sayan - 1993: Yeter ki İste - 1994: Vız Gelir Her Şey - 1996: Ah Geceler | - 1997: Sensizliğe Yanarım - 1999: Ben Sana Demedim mi? - 2001: Var Mısın? - 2004: Sıkı Sıkı - 2005: Bebeğim - 2007: Gecelerce Ağlarsın Unutma - 2009: Aşkla - 2012: 2012 |

### EPs
- 2014: Hatıran Yeter
- 2017: Seni Seviyorum (mit Cefi)

### Kollaborationen
- 1990: Londra Konseri, 80'li Yıllar (mit Nejat Alp)

### Singles
| - 1988: Hiçbir Şeyde Gözüm Yok - 1989: Sevgisiz Yaşayamam - 1990: Gözlerinle Konuşsan Benimle - 1990: Şaka Yaptım (mit Nejat Alp) - 1991: Seviyor musun? (mit Serdar Şensezgin) - 1991: Nanana - 1991: Çok Özledim - 1991: İnkar Etme - 1991: Aheste - 1991: Bir Nigah Et - Pesrev - 1991: Seni Sevda Çiçegim - 1991: Çıkalım Saydü Sikara - 1992: Git Yoluna - 1992: Hayatın Yalan - 1992: Seni Seviyorum - 1993: Sen Gideli - 1993: Yalnızlardayım - 1993: Çık Hayatımdan - 1993: Cana Cansın - 1993: Ona Buna Uyma - 1993: Yeter ki İste - 1993: Seviyorum - 1993: Acaba Şen Misin - 1993: Biraz Ayıp Olmuyormu - 1994: Aşkımız (mit Sedat Sayan) - 1996: Ah Geceler - 1996: Gerçekçi Ol - 1997: Yalanım Yok - 1997: Mutsuzum - 1999: Ben Sana Demedim Mi? - 1999: Evimiz Olacak Mı? - 2000: Yar Ben Sana - 2001: Var Mısın? - 2001: Dönsen Bile - 2001: Ağlamak Yakışmaz Bana - 2004: Evleneceksen Gel - 2004: Bebeğim | - 2004: Nedense - 2004: O Bilmiyor - 2005: Seven Üzülür - 2005: Sıkı Sıkı - 2005: Allahına Kurban Yarim (mit Nihat Doğan) - 2008: Hadi Hadi - 2009: Anlamazdın - 2009: Hediye - 2011: İftira (mit Hüseyin Karadayı) - 2012: Yağmur Altında Eriyorum - 2012: Son Gülen İyi Güler - 2012: Ah Aşkım (Hintergrundstimme: İsmail YK) - 2012: Dimi Ama - 2012: Sensiz Yüreğim (mit Ahmet Şafak) - 2012: Tutuklu (mit Coşkun Yıldız) - 2016: Yaprak Gibi Düştüm (mit Coşkun Yıldız) - 2016: Karagözlüm Ölesim Var - 2017: Mücevher (mit Cefi) - 2017: Seni Seviyorum, Eisai Pantou (mit Cefi) - 2017: Tabi Tabi (mit Yasin Keleş) - 2018: Ah Geceler (mit Yasin Keleş) - 2018: İnkar Etme - 2019: Son Sözüm - 2019: Üzülme - 2019: Keten Helva (mit Sergio Gürlek) - 2020: Gerçekçi Ol (mit Ferat Üngür) - 2020: Düşerim - 2021: Gel Günaha Girelim (mit Alper Atakan) - 2022: Bak Gör - 2022: Bin Dereden Su Getirsem - 2023: Manidar (mit Çağlar Ökten) - 2023: Narin Yarim - 2024: Gör Bak (mit Alaaddin Ergün) - 2024: Benim Seni Görmem Lazım - 2024: Acı Veriyor - 2025: Kızılca Şerbet (mit Tan Taşçı) |

Quelle:

## Filmografie
- 1983: Yorgun
- 1984: Imparator
- 1996: Geceler
- 1997: Sırtımdan Vuruldum
- 1999: Evimiz Olacak mı?
- 2002: Hastayım Doktor
- 2006: Hababam Sınıfı 3,5
- 2007: Fedai

## Auszeichnungen
- 1997: Kral Türkiye Müzik Award in der Kategorie Beste Fantezi-Musikerin
- 1998: Kral Türkiye Müzik Award in der Kategorie Beste Fantezi-Musikerin